# 江苏省清江中学

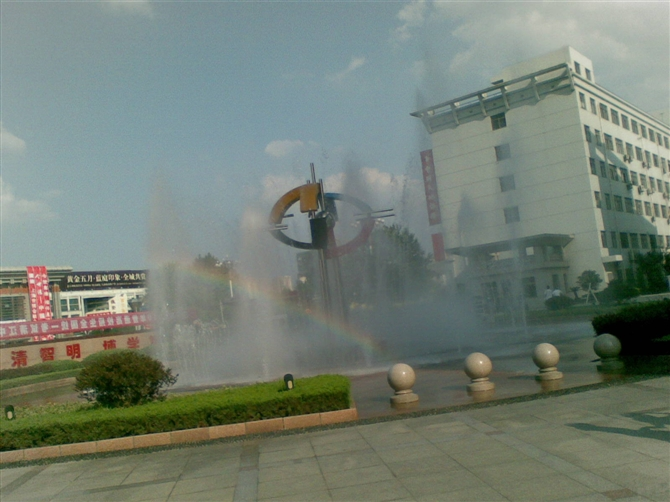
江苏省清江中学

江苏省清江中学是位于江苏省淮安市清江浦区（原清河区）淮海北路的一所国家级示范性高中，创建于1951年，原名為蘇北淮陰財經職業學院。
1980年被列为江苏省重点中学，2000年4月成为国家级示范性高中，2004年3月顺利转评为江苏省首批四星级学校。在该市清江浦、淮阴、淮安三区的地位仅次于江苏省淮阴中学教育集团的部分学校。
主要老师有陈欣党委书记，乔中云校长，田小飞主任，杨佳主任，崔绪春主任，边妮老师，姜虹宇老师等等，拥有数十名市教育带头人、高级教师等等。
近年，江苏省清江中学的教育走向新高，学校开设了珠海东路的新校区。